# Порт Грејам (Аљаска)
Порт Грејам (енгл. Port Graham) насељено је место без административног статуса у америчкој савезној држави Аљаска.

## Демографија
По попису из 2010. године број становника је 177, што је 6 (3,5%) становника више него 2000. године.
| Група             | 2000.      | 2010.     |
| Белци             | 19 (11,1%) | 15 (8,5%) |
| Афроамериканци    | 0 (0,0%)   | 2 (1,1%)  |
| Азијати           | 0 (0,0%)   | 0 (0,0%)  |
| Хиспаноамериканци | 6 (3,5%)   | 0 (0,0%)  |
| Укупно            | 171        | 177       |